# Acacia telmica
Acacia telmica é uma espécie de leguminosa do gênero Acacia, pertencente à família Fabaceae.